# Lekárovce
Lekárovce es un municipio del distrito de Sobrance en la región de Košice, Eslovaquia, con una población estimada a final del año 2024 de 835 habitantes.
Se encuentra ubicado al noreste de la región, en la cuenca hidrográfica del río Bodrog (afluente derecho del Tisza) y cerca de la frontera con la región de Prešov y Ucrania.

## Demografía
| Año        | 1994 | 2004    | 2014    | 2024     |
| ---------- | ---- | ------- | ------- | -------- |
| Población  | 1119 | 1035    | 940     | 835      |
| Diferencia |      | −7,50 % | −9,17 % | −11,17 % |

| Año        | 2023 | 2024    |
| ---------- | ---- | ------- |
| Población  | 834  | 835     |
| Diferencia |      | +0,11 % |